# LIBIDO
LIBIDO（リビドー）は、かつて存在した有限会社キューティーリソースによるアダルトゲームのブランド。本拠は宮城県仙台市にあった。

## 歴史
1993年、3DダンジョンRPG『Shinc』にてデビューを果たす。
1994年に発売された『Libido7』では、自らオカズウェアと名乗るように、全編性的シーンという（当時としては）インパクトのある内容が注目された。その後発売された『放課後恋愛クラブ -恋のエチュード-』『放課後マニア倶楽部 -濃いの欲しいの-』の頃には中堅メーカーの一角を占めていた。
また、1997年には『Shinc』のリメイク版である『Rhythm 恋の律動 〜Shinc Renewal〜』を発売した。
しかし、2000年代に入ってからは衰退の一途をたどり、2001年頃には内部告発から、労働基準監督署の監査を受けた。その後、2005年発売の『花々の想ひ…』をもってブランドとしては解散した。
2007年に、LIBIブランドで『Babydoll』をリリースするが、その後まもなく再び活動を停止した。現在キューティーリソースの活動は版権管理などにとどまる。
原画担当のJOY RIDEは仙台市内で、新ブランドのUNDEADを立ち上げたが後に休止し、以後は同人作家として活動している。

## 作風
ほとんどの作品で原画を担当したJOY RIDEによる「LIBIDO塗り」と言われる柔らかく肉感的な画風と、作品の多くにあるスカトロシーンが作風の特徴。また、スター・システムを採用し、『Libido7』に登場した人物がよく他の作品にも登場していた。
シリーズの続編なども多種制作されたため、キャラクターが完全に異なるオリジナル作品としては、全24作品中11作品（LIBIを含め）にとどまる。
なお公式サイトには、閲覧者が成人であることを確認する方法として、東大入試レベルの問題が載せられているが、この問題が解けなくても性的なことに興味がある人なら分かる問題で入ることができる。

## 主な作品
☆＝LIBIDO7シリーズ、○＝放課後シリーズ、●＝TEENSシリーズ、★のソフトはスターシステムにより、Libido7のキャラクターが外見同一の別キャラクターとして登場しているもの（GirlFriendsはLIBIDOのサイトでLibido7のキャラクターと明記しているがLibido7シリーズに含めていない）。
LIBIDO ブランド
- 1993年 - Shinc[1]
- 1994年 - ☆Libido7
- 1995年 - ☆なる麻雀
- 1996年 - ☆Libido7 IMPACT
- 1996年 - 女の子の仕組み
- 1996年 - ○放課後恋愛クラブ -恋のエチュード-※
- 1997年 - ○恋のアンサンブル
- 1997年 - ○放課後マニア倶楽部 -濃いの欲しいの-※
- 1997年 - Rhythm 恋の律動 〜Shinc Renewal〜※
- 1998年 - ○ART WORKS 放課後ファンくらぶ
- 1998年 - ●Fifteen 〜すくうるがあるずデジタル読本〜
- 1998年 - ○放課後Xmasパック（放課後恋愛クラブ・恋のアンサンブル・放課後マニア倶楽部・ART WORKS 放課後ファンくらぶの4作を同梱した限定版）
- 1999年 - ★Girl Friends※
- 1999年 - ★恋愛組曲※
- 2000年 - ★Pinup Girls※
- 2000年 - Cherry boy Innocent girl※
- 2001年 - 速攻非核地雷サークル※
- 2001年 - ●Petit teens 〜純粋少女フェティシズム〜
- 2001年 - ●Mini teens-絶対ヒミツ!女の子カウンセリング-
- 2002年 - monologue※
- 2003年 - ☆Libido7 DVD※
- 2003年 - ○Casual Romance Club※（放課後恋愛クラブの英語版）
- 2005年 - 花々の想ひ…

キューティーソフト ブランド
- 2006年 - 上記※印11作品をキューティーソフトブランドとして廉価版を発売

LIBI ブランド
- 2007年 - Babydoll